# Fanny Vitta
Fanny Victorine Vitta, née le 12 octobre 1870 à Pregny-Chambésy et morte le 31 mars 1952 à Paris, est une femme de lettres et philanthrope française.

## Biographie
Fany Vitta est la fille du baron Jonas Vitta (1820-1892), riche banquier et négociant en soie, italien de Casale Monferrato installé à Lyon, et de la baronne Hélène Oppenheimer (1837-1901), issue de la haute bourgeoisie parisienne. Elle est née en Suisse, au château de Pregny-la-Tour. Elle est la petite-fille de Giuseppe Raffaele Vitta, banquier de Casale Monferrato élevé au rang de baron héréditaire par Victor-Emmanuel II en 1855. Elle est la sœur de Joseph Vitta et d’Émile Vitta.
Elle connaît un succès d'estime à l'opéra de Lyon comme contralto et tente une carrière de sculptrice. Après la mort de son père en 1892, sa mère la désigne comme héritière de la villa La Sapinière à Évian. Elle est la première résidente de cette somptueuse maison où elle installe un atelier de sculpture pour pratiquer cet art.
Le 18 septembre 1899, elle épouse l'explorateur Édouard Foà, à la villa La Sapinière. De leur union vont naître deux enfants : Yvonne en 1990 et Jean en 1902.
Son époux meurt à Villers-sur-Mer deux ans après le mariage, à l'âge de 39 ans, terrassé par le paludisme contracté en explorant l'Afrique. Il est inhumé au cimetière du Montparnasse (division 25). Son fils Jean naît quelques mois après ce décès ; il deviendra directeur de l'exploitation d'Air France et épousera la fille de René Fould.
En 1908, elle publie Résultats scientifiques des voyages en Afrique d'Édouard Foà, sous les auspices du Muséum national d'histoire naturelle, ce qui lui vaudra le prix Montyon de l'Académie française en 1910.
Pendant la Première Guerre mondiale, elle fonde à la mairie d'Évian un ouvroir pour les femmes de mobilisés et dirige l'"Œuvre du pain savoyard" pour envoyer des colis aux prisonniers de guerre. Durant la Seconde Guerre mondiale, elle est présidente du comité de la Croix-Rouge française à Évian et crée des foyers militaires. Elle fonde l'"Œuvre d'entraide aux familles des mobilisés" du canton d'Évian (qui devient ensuite l'"Entraide aux prisonniers et déportés").
Elle est titulaire de la Légion d'honneur et de la médaille de la Reconnaissance française. Membre de la société Les Amis de l'Éléphant, elle fait don au Muséum national d'histoire naturelle de Paris d'une collection de trophées de chasse de son époux. Son fils Jean Foa, aviateur pendant la guerre et gravement blessé lors de la bataille de Monte Cassino, reste handicapé et meurt en 1946. Fanny Vitta fait don de La Sapinière à l'association LADAPT en 1947, afin que soit créé un centre pour les aviateurs blessés. La propriété est devenue aujourd'hui la "fondation Jean Foa", centre de réadaptation professionnelle de 60 places géré par LADAPT.
Elle décède dans le 16e arrondissement de Paris et est inhumée au côté de son époux au cimetière du Montparnasse (division 25).

## Distinctions
- Chevalière de la Légion d'honneur (décret du 12 février 1949)
- Médaille de la Reconnaissance française (Journal officiel du 27 juillet 1920)
- Prix Monthyon (1910)

## Œuvres
- Résultats scientifiques des voyages en Afrique d'Édouard Foà, Imprimerie Nationale, Paris, 1908, 840 p. (lire en ligne), (prix Montyon en 1910)[2].